# Liste der PRIMUS-Schulen in Nordrhein-Westfalen
In Nordrhein-Westfalen gibt es fünf PRIMUS-Schulen, in denen das gemeinsame Lernen ohne Schulwechsel von der ersten bis zur zehnten Klasse ermöglicht wird. Untersucht werden soll, „ob Schülerinnen und Schüler durch längeres gemeinsames Lernen von Klasse 1 bis 10 ohne Schulwechsel zu besseren Abschlüssen geführt werden können“, was wissenschaftlich begleitet wird. Der Schulversuch mit fünf Schulen wurde im Schuljahr 2013/14 begonnen und durch das 16. Schuländerungsgesetzt im Frühjahr 2022 um 13 Jahre verlängert. Es befindet sich jeweils eine Schule in jedem Regierungsbezirk. Die PRIMUS-Schule Viersen soll zum 31. Juli 2033 aufgelöst werden.

## Liste der Schulen
| Schulnummer | Schulform     | Schulname                  | Anschrift       | PLZ   | Ort          | Website | Schülerinnen und Schüler | Anm.  |
| ----------- | ------------- | -------------------------- | --------------- | ----- | ------------ | ------- | ------------------------ | ----- |
| 198420      | PRIMUS-Schule | PRIMUS-Schule Minden       | Olafstr. 5      | 32423 | Minden       | Website | 749                      | [ 2 ] |
| 198602      | PRIMUS-Schule | PRIMUS-Schule Münster      | Grevingstr. 24  | 48151 | Münster      | Website | 479                      | [ 3 ] |
| 198638      | PRIMUS-Schule | PRIMUS-Schule Schalksmühle | Löh 5           | 58579 | Schalksmühle | Website | 509                      | [ 4 ] |
| 198626      | PRIMUS-Schule | PRIMUS-Schule Titz         | Schulstr. 4     | 52445 | Titz         | Website | 771                      | [ 5 ] |
| 198511      | PRIMUS-Schule | PRIMUS-Schule Viersen      | Kettelerstr. 47 | 41751 | Viersen      | Website | 392                      | [ 6 ] |